# Sphecodopsis capicola
Sphecodopsis capicola är en biart som först beskrevs av Embrik Strand 1911.  Sphecodopsis capicola ingår i släktet Sphecodopsis och familjen långtungebin. Inga underarter finns listade i Catalogue of Life.